# Wallflower (brano musicale)
Wallflower è una canzone scritta e registrata nel novembre 1971 da Bob Dylan, ma nei successivi vent'anni non venne pubblicata, fino all’uscita di The Bootleg Series Volumes 1-3 (Rare & Unreleased) 1961-1991. La stessa versione del 1971 uscì nel 2013 su The Bootleg Series Vol. 10 - Another Self Portrait 1969-1971.

## Versioni
Diversi artisti hanno registrato una cover di questa canzone poco conosciuta di Dylan (l'elenco non è completo):
- David Bromberg nel 1974 per l'album Wanted Dead or Alive (Columbia Records)
- Diana Krall nel 2015 per Wallflower (Verve)